# آرثر فيربانكس
آرثر فيربانكس (بالإنجليزية: Arthur Fairbanks)‏ هو عالم آثار كلاسيكية أمريكي، ولد في 13 نوفمبر 1864 في هانوفر في الولايات المتحدة، وتوفي في 13 يناير 1944 في كامبريدج في الولايات المتحدة.